# Holy Water
Holy Water é o nono álbum de estúdio da banda Bad Company, lançado a 12 de Junho de 1990. 

## Faixas
Todas as faixas por Brian Howe e Terry Thomas, exceto onde anotado.
1. "Holy Water"
2. "Walk Through Fire"
3. "Stranger Stranger" (Brian Howe, Simon Kirke, Terry Thomas)
4. "If You Needed Somebody"
5. "Fearless"
6. "Lay Your Love on Me" (Mick Ralphs)
7. "Boys Cry Tough"
8. "With You in a Heartbeat"
9. "I Don't Care"
10. "Never Too Late" (Mick Ralphs, Terry Thomas)
11. "Dead of the Night" (Mick Ralphs, Terry Thomas)
12. "I Can't Live Without You" (Mick Ralphs, Terry Thomas)
13. "100 Miles" (Simon Kirke)